# Saint-Deniscourt
Saint-Deniscourt ist eine französische Gemeinde mit 80 Einwohnern (Stand 1. Januar 2022) im Département Oise in der Region Hauts-de-France. Die Gemeinde liegt im Arrondissement Beauvais und ist Teil der Communauté de communes de la Picardie Verte und des Kantons Grandvilliers.

## Geographie
Die Gemeinde liegt rund zehn Kilometer südöstlich von Formerie am Oberlauf des Petit Thérain.

## Einwohner
| 1962 | 1968 | 1975 | 1982 | 1990 | 1999 | 2006 | 2011 |
| ---- | ---- | ---- | ---- | ---- | ---- | ---- | ---- |
| 61   | 51   | 51   | 50   | 46   | 69   | 74   | 103  |

## Verwaltung
Bürgermeister (maire) ist seit 2001 Denis Bailly.